# Medetera nigrohalterata
Medetera nigrohalterata är en tvåvingeart som beskrevs av Octave Parent 1932. Medetera nigrohalterata ingår i släktet Medetera och familjen styltflugor. Inga underarter finns listade i Catalogue of Life.